# 아치와 씨팍
《아치와 씨팍》은 2006년 6월 28일에 개봉한 조범진 감독의 애니메이션이다. 류승범, 임창정, 현영, 신해철 등이 목소리 연기를 하였다. 2007년 시애틀 국제 영화제와 2009년 로테르담 국제 영화제 등 많은 해외 영화제에 초대되었다.

## 줄거리
모든 에너지가 고갈된 세상, 인간들은 자신들의 배변으로 새로운 에너지를 만들어 도시를 탄생시킨다.
얼마 후 도시의 권력자들은 안정적인 에너지 수급을 위해 두 가지 대책을 발표하게 된다.
첫째, 모든 시민들의 항문 속에 의무적으로 ‘아이디칩’ 을 삽입, 배변량을 철저히 감시한다.
둘째, 우수 배변자에겐 그 대가로 약성분의 ‘하드’ 를 하루에 한 개씩 지급한다.
이후 배변량은 폭발적으로 늘어났지만 ‘하드’ 의 강한 중독성과 환각 작용으로 도시 곳곳엔 중독자들이 넘쳐나게 된다. 뒷골목마다 ‘하드’ 밀거래가 성행하고,
하드 부작용으로 키가 줄고, 지능이 떨어지는 돌연변이 무리들까지 나타나 ‘하드’ 약탈을 위해 갱단을 조직하니,

그들이 바로 ‘보자기 갱단’이다.— 영화의 오프닝 텍스트.

모든 자원이 고갈되고 인간의 배설물만이 유일한 에너지원이 된 도시. 에너지원 축적을 위해 정부는 환각 성분 만땅인 중독성 강한 하드를 부상으로 지급하며 배변을 장려 한다. 부의 상징이 된 하드 쟁탈전이 끊이지 않고, 아치와 씨팍의 밀거래 사업도 순탄하지가 않다. 배우 모집광고를 보고 찾아간 이쁜이는 황당한 사건을 당하고 엄청난 배변능력을 얻게 된다. 위험에 처한 그녀를 아치와 씨팍이 구하고 그녀의 능력으로 잠시 화려한 생활을 하게 된다. 하지만 그녀를 쫓는 보자기 갱단과 사이보그 경찰로 인해 그들은 다시 도망을 치지만 보자기 갱단은 이쁜이를 납치해 간다. 이쁜이를 구하기 위해 보자기 갱단의 기지로 향하고 사이보그 경찰도 보자기 갱단의 기지로 쳐들어와 갱단을 학살한다. 아치와 시팍은 이쁜이를 구하기 위해 보자기킹을 쫓고, 사이보그 경찰도 도착해 보자기킹과 싸움을 시작한다. 머리가 날아간 사이보그 경찰머리에서 보자기킹에게 죽은 삼류영화 감독의 머리가 나오고 자신을 죽인 보자기킹에게 복수하려는 집념에 보자기킹과 같이 최후을 맞이하고 이쁜이를 구한 아치와 씨팍은 새로운 길을 떠난다.

## 기타 사항
- 2000년 우선 플래시 애니메이션으로 제작되어 인기를 끌었다.
- 영화 제작에는 8년의 시간이 걸렸다.
- 개봉 이전에 제58회 칸 영화제 마켓에서 15분짜리 프로모션 동영상을 선보여 세계 각국의 엄청난 호응을 얻었다.

## 수상/초청
- SICAF(서울 국제 만화 애니메이션 페스티벌) 그랑프리 수상
- 스페인 시체스 영화제 최우수 애니메이션 수상
- 2009년 국내 애니메이션 최초로 로테르담 영화제 초청
- 프랑스 앙시 국제 애니메이션 페스티벌, 미국 시애틀 국제 필름 페스티벌, 호주 멜버른 국제 필름 페스티벌 등에 초청